# Gawriił Cziriajew
Gawriił Iosifowicz Cziriajew (ros. Гавриил Иосифович Чиряев, ur. 4 kwietnia 1925 w rejonie wilujskim w Jakuckiej ASRR, zm. 9 maja 1982 w Jakucku) – radziecki i jakucki polityk, I sekretarz Komitetu Obwodowego KPZR w Jakucku (1965–1982), członek KC KPZR (1971–1982).
1942–1943 uczeń szkoły średniej, 1943–1950 służył w armii, od 1944 w WKP(b). 1949 ukończył Wieczorowy Uniwersytet Marksizmu-Leninizmu przy Zarządzie Politycznym Zabajkalskiego Okręgu Wojskowego, a 1953 zaocznie Jakucki Instytut Pedagogiczny. Kandydat nauk ekonomicznych, 1951–1953 szef Zarządu Kadr Ministerstwa Oświaty Jakuckiej ASRR, 1953–1955 instruktor wydziału szkół Komitetu Obwodowego KPZR w Jakucku, 1955–1958 II sekretarz komitetu rejonowego KPZR. 1958–1959 zastępca kierownika wydziału propagandy i agitacji, a 1959–1961 kierownik wydziału nauki i szkół tego komitetu. Od 1961 do października 1965 sekretarz, równocześnie 1963–1965 kierownik wydziału ideologicznego Komitetu Obwodowego KPZR w Jakucku, a od października 1965 do śmierci I sekretarz Komitetu Obwodowego KPZR w Jakucku. Od 8 kwietnia 1966 do 30 marca 1971 zastępca członka, a od 9 kwietnia 1971 do śmierci członek KC KPZR. Deputowany do Rady Najwyższej ZSRR od 7 do 10 kadencji. Honorowy obywatel rejonu wilujskiego.

## Odznaczenia
- Order Lenina
- Order Rewolucji Październikowej
- Order Czerwonego Sztandaru Pracy (dwukrotnie)